# Православная Урмия
«Православная Урмия» (Urmia Orthodokseta) ― ежемесячный журнал, издававшийся Урмийской духовной миссией с 1904 по 1914 год в городе Урмия, Персия. Печатался на русском и ассирийском новоарамейском языках.
В первые годы издания русская и новоарамейская версии журнала содержали одинаковые статьи, которые, по словам историка Лины Якубовой, были посвящены темам, представляющим «общий интерес». Однако позже содержание журналов изменилось. Русскоязычная версия стала ориентирована в основном на «географию и этнографию ассирийцев». С другой стороны, новоарамейская версия журнала стала «преимущественно религиозной по своему характеру» и специально нацелена на «экспансию русского православия».
Одним из редакторов журнала был епископ Пимен (Белоликов).
Некоторые выпуски журнала особенно выделялись с точки зрения своего содержания: в них помещались статьи об императоре Николая II, который подавался как добрый и справедливый правитель.
Печать журнала на двух языках осуществлялась в связи с тем, что всё большее число ассирийцев в Персии обращались к русскому православному обряду и отдавали своих детей учиться в школы, основанные русскими. Кроме того, в регионе жило множество российских купцов, дипломатов и военных. Журнал, таким образом, был в первую очередь предназначен для ассирийцев Персии и российских подданных. В 1905―1906 годах было выпущено восемь двуязычных номеров. Публикация издания была приостановлена во время конституционной революции (1905―1911), но продолжилось в 1911 году с прибытием русских военных. Журнал перестал выходить после начала Первой мировой войны.
Журнал на русском языке выходил тиражом от 300 до 500 экземпляров, а на новоарамейском ― 600 экземпляров. Печатный станок, использовавшийся духовной миссией для печати журнала, был передан Персии советским правительством.
В основном подписчиками журнала были люди, проживающие в Урмии, хотя среди читателей были и жители Тифлиса, Эривана, а также других частей Российской империи, где селились ассирийцы из Урмии. Стоимость подписки составляла один туман в год в Иране и два рубля в год в Российской империи. 